# Romney, West Virginia
Romney är administrativ huvudort i Hampshire County i West Virginia i USA. Orten grundades 1762 och fick sitt namn efter Romney i Kent. Enligt 2010 års folkräkning hade Romney 1 848 invånare.
Vid kommunens västgräns ligger den historiska begravningsplatsen Indian Mound Cemetery.

## Kända personer från Romney
- Stephen Ailes, advokat och politiker